# Awful
Awful (ang. okropny) – to jest trzeci i ostatni singel z płyty Celebrity Skin. Napisany przez Eric Erlandson, Courtney Love, Melissa Auf der Maur i Patricia  Schemel.  Do tej piosenki nakręcono teledysk.

## Lista utworów
1. Awful (Album Version) (Eric Erlandson, Courtney Love, Melissa Auf der Maur, Patty Schemel) – 3:29
2. Pretty On The Inside (Live) (Erlandson, Love, Emery, Rue) – 1:44
3. Heaven Tonight (Live) (Erlandson, Love) – 3:58
4. Northern Star (Live) (Erlandson, Love) – 5:52
5. Awful (Live) (Erlandson, Love, Auf der Maur, Schemel)  – 3:24
6. Malibu (Ted Ottaviano Club Mix) (Corgan, Erlandson, Love) – 7:31

## Miejsce na listach przebojów
| Year | Single  | Chart                   | Peak Position |
| ---- | ------- | ----------------------- | ------------- |
| 1999 | "Awful" | Modern Rock Tracks      | #13           |
| 1999 | "Awful" | UK Singles Chart        | #42           |
| 1999 | "Awful" | Australia Singles Chart | #44           |